# Arthur Bento
Arthur Bento Buczmiejuk (São Paulo, 8 de junho de 2004) é um jogador de voleibol indoor brasileiro atuante na posição de ponteiro, com marca de alcance de 359 cm no ataque e 338 cm no bloqueio.

## Carreira

### Clube
Arthur é filho da treinadora e ex-voleibolista de praia Adriana Bento Buczmiejuk. Na temporada 2016-17 atuava no voleibol indoor no Canadá pelo Aurora Storm na categoria sub-13, no período de 2017-18 na categoria sub-15 e na categoria sub-18 jogou a temporada 2018-19.
Transferiu-se em 2019 para categorias de base do Minas Tênis Clube, sendo integrado ao elenco profissional na temporada 2021-22, conquistando o título da Copa Brasil de 2022 e o vice-campeonato no Campeonato Sul-Americano de Clubes, sediado em Contagem. Na série final da Superliga Série A de 2021-22 substituiu o central titular e foi um dos destaques do time no certame.

### Seleção
Em 2021 serviu a seleção brasileira na edição do Campeonato Mundial Sub-19 em Teerã e finalizou no sétimo lugar. No mesmo ano disputou o Campeonato Mundial Sub-21 sediado na Bulgária e Itália, finalizando na sétima posição.
Em 2022 disputou a Copa Pan-Americana, terminando o torneio na última colocação. Um mês após, conquistou o título do Campeonato Sul-Americano Sub-21, sendo eleito um dos melhores ponteiros e melhor jogador da competição.

### Voleibol de praia
Em 2017 competiu no voleibol de praia aos 12 anos na edição do Campeonato OVA de Vôlei de Praia Sub-13 ao lado de Matthew Rugosi e conquistaram o título do campeonato, ambos treinavam no Mississauga Pakmen, sendo que em 2016 foram vice-campeões, também disputou o campeonato provincial na categoria sub-14 e foi campeão na categoria sub-13.

## Títulos
Minas Tênis Clube
- Copa Brasil: 2022

## Premiações individuais
- 2022: Campeonato Sul-Americano Sub-21 – Melhor ponteiro e MVP